# Cena Rudolfa Eitelbergera
Cena Rudolfa Eitelbergera je ocenění za zdařilý počin v oblasti architektury, urbanismu a péče o památky v Olomouci a Olomouckém kraji. Uděluje jej spolek Za krásnou Olomouc od roku 2008 na základě nominací odborné i laické veřejnosti a rozhodnutím odborné poroty.
První ročník hodnotil realizace v Olomouci a na Olomoucku souhrnně za léta 1990–2008, poté je cena udělována vždy za dvouleté období.
Cena je pojmenována po olomouckém rodákovi, rakouském historiku umění Rudolfu Eitelbergerovi.

## Oceněné realizace
Seznam oceněných realizací vychází z oficiálních stránek CRE.
| Rok  | Realizace                                                  | Laureáti |
| ---- | ---------------------------------------------------------- | --- |
| 2008 | Obnova Horního náměstí v Olomouci s Aríónovou kašnou       | Petr Hájek, Jaroslav Hlásek, Jan Šépka, Angela Chiantelli a Ivan Theimer                                                                     |
| 2010 | Rekonstrukce Zámeckého náměstí a parku ve Velké Bystřici   | Michal Sborwitz, Marie Sborwitzová, Karel Prášil, Pavel Klásek                                                                               |
| 2013 | Tyršův most v Přerově                                      | Alena Šrámková, Lukáš Ehl, Tomáš Koumar, Ivana Šrámková (sochy), Milan Komínek, Ladislav Dvořák (statika)                                    |
| 2015 | Revitalizace centrální části obce Bukovany                 | Michal Sborwitz, Marie Sborwitzová, Karel Prášil, Pavel Klásek                                                                               |
| 2017 | Interiérové úpravy kaple sv. Františka z Assisi v Olomouci | Vojtěch Jemelka, Jan Mléčka, Jiří Marek (architekti) a Peter Demek, Jan Jemelka (výtvarníci)                                                 |
| 2019 | Přístavba základní školy v Nezamyslicích                   | Petr Malý, Miroslav Malý, Zdeněk Chmel, Miroslav Chmel, Gabriela Sládečková, Jiřina Bubeníková                                               |
| 2021 | Rekonstrukce a rozšíření základní školy ve Vřesovicích     | public atelier (Jiří Markevič) a studio fuuze (Jaroslav Sedlák), spolupráce Zdeněk Opletal, Dana Opletalová, Vendula Markevičová, Radim Lisa |
| 2023 | Středisko správy a údržby dálnic v Přerově                 | Pelčák a partner architekti (Petr Pelčák, Miroslava Blechová, Viktor Kvita, Petr Uhrín)                                                      |